# Acromyrmex rugosus

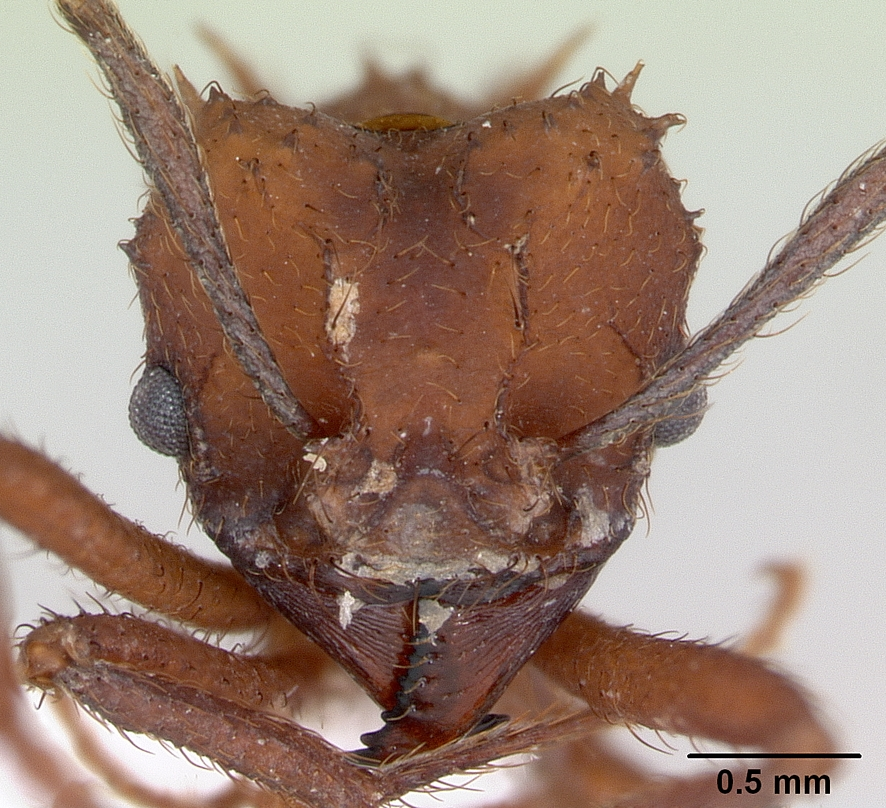

Acromyrmex rugosus (лат.) — вид муравьёв-листорезов из трибы грибководов Attini подсемейства мирмицины (Myrmicinae, Formicidae).

## Описание
Неотропика: Аргентина, Боливия, Бразилия, Колумбия, Парагвай, Перу, Уругвай. Длина солдат до 5,6 мм, основная окраска тела коричневая. На груди развиты длинные острые шипы, в том числе, длинные и направленные вверх среднегрудные (мезонотальные) боковые острые шипы (они с широким основанием, более крупные, чем другие грудные шипы). Брюшные бугорки расположены в 4 ряда. Их колонии моногинные, с одной репродуктивной королевой, а число рабочих особей может варьироваться от 112 до 2 029 особей. Имеют хозяйственное значение благодаря своим густонаселённым муравейникам, могут вредить культурным растениям, срезая их листья (бобовые, апельсин, маниок, манго, хлопчатник, кукуруза, эвкалипт). Характерны своим тесным симбиозом с грибами, выращиваемыми в земляных муравейниках на основе листовой пережёванной массы.
Яичник является мероистическим политрофным с 12 овариолами в каждом яичнике. Каждая овариола имеет короткий терминальный филамент, гермарий и длинный вителларий с фолликулами. Питающие клетки сопровождают ооциты, образуя овариальные фолликулы. Эти фолликулы состоят из ооцитарной камеры и питательной камеры, окружённых слоем фолликулярных клеток. Фолликулярные клетки, окружающие яйцевую камеру, имеют кубическую форму с хорошо развитым ядром. Ооцит увеличивается в объёме вдоль овариола по направлению к латеральному протоку. Ооциты имеют многочисленные вспомогательные ядра. Зрелые ооциты имеют цитоплазму, богатую гранулами желтка. Резервуар эпителия сперматеки имеет морфологические различия, в нем присутствуют как столбчатые, так и уплощённые клетки. Сперматекальная железа имеет удлинённые и ацинусоподобные клетки. Сперматека является важной структурой для маток муравьёв, поскольку они спариваются только один раз и количество сперматозоидов, сохранённых во время одного брачного полета, определяет их репродуктивный успех и продолжительность жизни колонии.
Лопастная сперматека A. rugosus сходна с таковой у других видов рода Acromyrmex, а также у других мирмициновых муравьёв, что позволяет предположить, что такая форма сперматека является общей для этого подсемейства. О наличии столбчатого эпителия в стенке сперматеки A. rugosus сообщалось также у A. subterraneus subterraneus, Acromyrmex balzani, Acromyrmex landolti и Acromyrmex landolti balzani; однако только A. rugosus, A. subterraneus и A. balzani имеют сперматекальные железы. Выделения желёз служат питательной средой для сперматозоидов, способствуя поддержанию их жизнеспособности в течение длительного времени. Столбчатый эпителий в сперматекальном резервуаре играет определённую роль в выделении содержимого в полость.

## Классификация
Вид был впервые описан в 1858 году британским энтомологом Фредериком Смитом по материалам из Бразилии. Сходен с видами Acromyrmex subterraneus (у него также 4 ряда брюшных бугорков и пронотальные шипы с прямыми кончиками), Acromyrmex crassispinus и Acromyrmex hispidus (у двух последних видов брюшные бугорки расположены неупорядоченно, а пронотальные шипы с изогнутыми назад кончиками). Отличается от Acromyrmex subterraneus среднегрудными (мезонотальными) шипами с широким основанием, более крупными, чем другие грудные шипы (у A. subterraneus примерно равные по размерам шипы груди).